# كأس قطر 2011
كأس قطر 2011 هو موسم من كأس قطر. شارك فيه  4 فريقاً، وفاز فيه نادي الغرافة.